# Christophe Spielberger
Christophe Spielberger est un écrivain français né à Strasbourg le 12 juin 1969.

## Romans
- Touché !, 169 pages, éditions du Seuil, 1999  (ISBN 9782020374859)
- On part, 139 pages, éditions Zéro heure, 2001  (ISBN 9782745416599)
- La Vie triée, 147 pages, éditions Nicolas Phillippe, 2002  (ISBN 9782748800210)
- Otto le puceau, 263 pages, éditions Florent Massot, 2003  (ISBN 9782845880795)
- Pépère, 139 pages, éditions L'Une et l'autre, 2012  (ISBN 9782357290631)